# Lucinoma lamellata
Lucinoma lamellata is een tweekleppigensoort uit de familie van de Lucinidae. De wetenschappelijke naam van de soort is voor het eerst geldig gepubliceerd in 1881 door Smith.